# Waipu (fleuve)
Le fleuve Waipu (en anglais : Waipu River) est un cours d’eau de la région du Northland de l’Île du Nord de la Nouvelle-Zélande.

## Géographie
Il court tout près de la ville de Waipu et atteint l’Océan Pacifique près de la ville de Rangitukia, à 10 km au sud de la pointe d’East Cape.

## Faune
La rivière est réputée  pour permettre d’y apercevoir des espèces d’oiseaux, telles que le Pluvier roux(Charadrius obscurus) de Nouvelle-Zélande, l’Huîtrier (Haematopus ou en anglais :oyster catcher) et le Sterninae de Nouvelle-Zélande (‘fairy tern’), qui vivent à proximité de son embouchure.